# Eresia margaretha
Eresia margaretha är en fjärilsart som beskrevs av William Chapman Hewitson 1872. Eresia margaretha ingår i släktet Eresia och familjen praktfjärilar. Inga underarter finns listade i Catalogue of Life.